# 김중청
김중청(金中淸, 1567년 12월 20일~1629년)은 조선 중기의 문신, 학자이다. 본관은 안동, 자는 자는 이화(而和), 호는 만퇴헌(晩退軒) 또는 구전(苟全)이다. 조목의 문인으로 학문이 뛰어났다.

## 생애
1566년 12월 20일, 경북 봉화 만퇴리에서 태어났다. 아버지는 절충첨지중추부사(折衝僉知中樞府事) 몽호(夢虎)이며, 어머니는 박승인(朴承仁)의 딸이다.
1610년(광해군 2) 식년시 문과에 갑과로 급제하였다. 1613년 전적(典籍)·예조좌랑·정랑을 역임하고, 이듬해에는 성절사(聖節使)의 서장관(書狀官)으로 명나라에 다녀왔다. 1615년에 문학(文學)이 되었으며, 정언(正言)으로 폐모론을 반대하는 이원익을 탄핵하라는 북인 정인홍의 부탁을 거절하자 파면되었다.
1616년 신안현감(新安縣監)에 이어 1621년 승정원승지로서 선유사(宣諭使)가 되어 영남을 순행하였다. 이후 한직에 머물렀으며 인조반정 후에는 조정에 나가지 않았다. 봉화의 반천서원(槃泉書院)에 제향되었다.

## 참고 자료
- 한국민족문화대백과사전